# Louveciennes
Louveciennes és un municipi francès, situat al departament d'Yvelines i a la regió de Illa de França. L'any 2007 tenia 7.247 habitants.
Forma part del cantó de Le Chesnay i del districte de Saint-Germain-en-Laye. I des del 2016 de la Comunitat d'aglomeració Saint Germain Boucles de Seine.

## Demografia

### Població
El 2007 la població de fet de Louveciennes era de 7.247 persones. Hi havia 2.744 famílies, de les quals 793 eren unipersonals (324 homes vivint sols i 469 dones vivint soles), 780 parelles sense fills, 959 parelles amb fills i 212 famílies monoparentals amb fills.
La població ha evolucionat segons el següent gràfic:
Habitants censats

### Habitatges
El 2007 hi havia 3.060 habitatges, 2.785 eren l'habitatge principal de la família, 48 eren segones residències i 227 estaven desocupats. 925 eren cases i 2.044 eren apartaments. Dels 2.785 habitatges principals, 1.835 estaven ocupats pels seus propietaris, 844 estaven llogats i ocupats pels llogaters i 106 estaven cedits a títol gratuït; 209 tenien una cambra, 243 en tenien dues, 529 en tenien tres, 535 en tenien quatre i 1.270 en tenien cinc o més. 2.006 habitatges disposaven pel capbaix d'una plaça de pàrquing. A 1.272 habitatges hi havia un automòbil i a 1.187 n'hi havia dos o més.

### Piràmide de població
La piràmide de població per edats i sexe el 2009 era:
| Homes | Edats   | Dones |
| ----- | ------- | ----- |
| 0     | 95 o +  | 40    |
| 24    | 90 a 94 | 76    |
| 28    | 85 a 89 | 92    |
| 32    | 80 a 84 | 76    |
| 148   | 75 a 79 | 168   |
| 148   | 70 a 74 | 156   |
| 172   | 65 a 69 | 216   |
| 136   | 60 a 64 | 196   |
| 176   | 55 a 59 | 224   |
| 224   | 50 a 54 | 272   |
| 268   | 45 a 49 | 208   |
| 296   | 40 a 44 | 324   |
| 228   | 35 a 39 | 260   |
| 164   | 30 a 34 | 212   |
| 148   | 25 a 29 | 144   |
| 196   | 20 a 24 | 132   |
| 224   | 15 a 19 | 256   |
| 280   | 10 a 14 | 216   |
| 332   | 5 a 9   | 248   |
| 184   | 0 a 4   | 196   |

## Economia
El 2007 la població en edat de treballar era de 4.185 persones, 2.986 eren actives i 1.199 eren inactives. De les 2.986 persones actives 2.798 estaven ocupades (1.519 homes i 1.279 dones) i 188 estaven aturades (93 homes i 95 dones). De les 1.199 persones inactives 230 estaven jubilades, 571 estaven estudiant i 398 estaven classificades com a «altres inactius».

### Ingressos
El 2009 a Louveciennes hi havia 2.806 unitats fiscals que integraven 7.283,5 persones, la mediana anual d'ingressos fiscals per persona era de 35.547 €.

### Activitats econòmiques
Dels 457 establiments que hi havia el 2007, 1 era d'una empresa extractiva, 2 d'empreses alimentàries, 3 d'empreses de fabricació de material elèctric, 17 d'empreses de fabricació d'altres productes industrials, 17 d'empreses de construcció, 74 d'empreses de comerç i reparació d'automòbils, 4 d'empreses de transport, 27 d'empreses d'hostatgeria i restauració, 50 d'empreses d'informació i comunicació, 31 d'empreses financeres, 27 d'empreses immobiliàries, 148 d'empreses de serveis, 42 d'entitats de l'administració pública i 14 d'empreses classificades com a «altres activitats de serveis».
Dels 49 establiments de servei als particulars que hi havia el 2009, 1 era una oficina de correu, 5 oficines bancàries, 2 tallers de reparació d'automòbils i de material agrícola, 1 autoescola, 2 paletes, 5 guixaires pintors, 1 fusteria, 5 lampisteries, 1 electricista, 1 empresa de construcció, 3 perruqueries, 1 veterinari, 9 restaurants, 11 agències immobiliàries i 1 saló de bellesa.
Dels 18 establiments comercials que hi havia el 2009, 1 era una gran superfície de material de bricolatge, 6 botiges de menys de 120 m², 2 fleques, 2 carnisseries, 2 llibreries, 1 una llibreria, 1 una botiga de roba, 1 una botiga d'electrodomèstics, 1 un drogueria i 1 una joieria.

## Equipaments sanitaris i escolars
El 2009 hi havia 1 hospital de tractaments de mitja durada (seguiment i rehabilitació) i 2 farmàcies.
El 2009 hi havia 3 escoles maternals i 4 escoles elementals.

## Poblacions més properes
El següent diagrama mostra les poblacions més properes.